# Limnephilus correptus
Limnephilus correptus là một loài Trichoptera trong họ Limnephilidae. Chúng phân bố ở miền Cổ bắc.